# Josep Ester i Borras
Josep Ester i Borras (Berga, 26 ottobre 1913 – Alès, 13 aprile 1980) è stato un anarchico spagnolo, noto col nome di battaglia  "Minga" che combatté nella guerra civile spagnola e nella resistenza francese.

## Biografia

### Le origini e le idee politiche
Operaio tessile, militò nella  Juventudes Libertarias della CNTe nella Resistenza francese

### La seconda guerra mondiale e la prigionia
Durante la Seconda guerra mondiale, fece parte del gruppo di Francisco Ponzán Vidal sopravvisse al campo di sterminio di Mauthausen.Inizio' la sua milizia nella CNT nel 1932, dopo il sollevamento golpista di Franco  entra nella Colonna anarchica Tierra y Libertad ,colonna che fa riferimento alla CNT, e combatte sul fronte di Aragona, Madrid, Catalogna. A seguito della vittoria franchista nel 1938 è incarcerato con l'accusa di omicidio e resta in carcere fino al termine della guerra civile spagnola, fuggito ripara in Francia a Tolosa, li' riprende la sua militanza anarcosindacalista e nel 1940, dopo l'invasione della Francia da parte delle truppe germaniche, entra nel Gruppo Ponzan. Nel 1941 è catturato ed internato nel campo di Campo d'internamento di Le Vernet, Francia.Francisco Ponzán Vidal  e Robert Terres tramite una falsificazione di ordini di scarcerazione permettono la sua fuga.Ricatturato dalla Gestapo nel 1943 viene internato nel campo a Mauthausen con il fratello Jose. Sua moglie, Alfonsina Beh, è deportata nelcampo di Ravensbrück e dopo a Mauthausen, liberata nel 1945 sarà portata in Francia, il fratello Giuseppe anche lui internato sopravvive ma il padre viene trucidato nella camera a gas.

### L'attività antifranchista in Francia e la morte
Ritornato Tolosa viene nominato segretario generale della Federazione spagnola di deportati e internati politici (FEDIP). Con Albert Guérisse, ex capo della Red Pat O'Leary,(Pat O'Leary è il nome di battaglia di Albert Guérisse. Josep Ester i Borras continua un caparbio lavoro che consegue la liberazione di Vincent Moriones, arrestato in Spagna . La lotta in favore di esuli consente anche per la liberazione di un gruppo di anti-fascisti spagnoli deportati a Karaganda in Kazakistan e impedisce l'estradizione in Spagna di alcuni guerriglieri, come è il caso di Marcelino Massana, che in Catalogna fu fra gli comandanti più significativi assieme a José Luis Facerías, Josep e Francesc Sabaté Llopart e Ramon Vila Capdevila nell'organizzazione della guerriglia antifranchista. Morì per cause naturali il 1980.

## Onorificenze e riconoscimenti

Nastro da Ufficiale della Legion d'Onore assegnato a Josep Ester i Borras

- La Francia lo decorò col Titolo di Ufficiale della Legion d'onore e ricevette anche altre decorazioni sia da Francia che da Inghilterra  che da USA.
- Dopo la sua morte, la sua famiglia ha donato la sua biblioteca privata presso il Centro di Studi libertari Josep Ester Borras i a Berga